# Pilsen Callao
A Pilsen Callao Peru legrégebb óta gyártott söre. A 4,8% alkoholtartalmú, alsó erjesztésű világos sör 330, 630 és 1100 millileteres üvegben, valamint 473 és 355 ml-es dobozban kapható.

## Története
A callaói Pilsen nevű sörfőzdét 1863. október 15-én alapította meg a Lima utcában (mai neve: Avenida Sáenz Peña) a német származású kézműves sörfőző, Federico Bindels. A nevet a csehországi Pilsenről kapta, ahol a hasonló típusú sörök gyártásának nagy hagyománya volt. 1868-ban Bindelshez egy másik kézműves társult, a francia Aloise Kieffer, akivel közösen kezdték bővíteni műhelyüket. Kieffer halála után fiai örökölték az üzemet.
1878-ban az itt gyártott sör bemutatkozott a párizsi ipari kiállításon is, ahol aranyérmet nyert. Peruban viszont nem volt általános a fogyasztása: főként ünnepi alkalmakkor, sporteseményeken és bikaviadalok alkalmával itták. 1904-ben a Kiefferek eladták részesedésüket egy, addig az olajiparban érdekelt vállalkozónak, Faustino G. Piaggiónak. Vele a gyár új irányt vett: öt évvel később már évi több százezer palackkal adak el a sörből. A hivatalosan Compañía Nacional de Cerveza néven működő társaság 1947-ben 2 millió solt fektetett be új gépek vásárlásába, 1962-ben pedig hozzáláttak új mintaüzemük felépítéséhez a Bellavista nevű kerületben. Az 1968-ban felavatott gyár abban az időben az egyik legmodernebb volt egész Latin-Amerikában.
1963-ban volt a Pilsen Callao alapításának századik évfordulója: ebből az alkalomból közel egy héten át ünnepeltek, amelynek során ellátogatott a gyárba többek között Fernando Belaúnde Terry köztársasági elnök is. A legrégebbi dolgozók díjakat kaptak, egy könyvtár és több egészségügyi intézmény számára adományokat juttattak el és támogatták egy újságíróverseny megrendezését is. 1975-ben gyártották le a rekordnak számító 18 500 000-edik számú ládájukat, ám 1994-ben a rossz gazdasági helyzet és egy, a piacra került, rossz állapotban levő sört tartalmazó szállítmány hanyatlásba taszította a céget. (Egyes pletykák szerint a rossz sör megjelenésében a konkurencia keze is benne volt.) A helyzetet kihasználva a Backus cég felvásárolta az olcsóvá vált részvények 62%-át, majd elkezdte újra felfejleszteni az üzletet. 2008-ban a sör elnyerte az Arany Effie-díjat és az Effie-nagydíjat, valamint a perui Marketing Hall of Fame-től kiérdemelte a Gran Marca Clásica („nagy klasszikus márka”) címet.